# Euerwanger Bühl
Der Euerwanger Bühl ist eine Erhebung nahe Euerwang, einem Gemeindeteil der mittelfränkischen Stadt Greding im Landkreis Roth in Bayern.

## Geographische Lage
Der Berg befindet sich etwa vier Kilometer südwestlich von Greding und 800 Meter östlich von Euerwang.

## Beschreibung
Der Berg liegt in der südlichen Fränkischen Alb und hat eine Höhe von 595,3 m ü. NHN. Er überragt die umgebende Hochebene und ist eine der höchsten Erhebungen im Landkreis Roth. Bekannt ist er vor allem durch den Euerwangtunnel, einem Tunnel der ICE-Strecke Nürnberg-München, der durch den Berg führt. Der Kuppenbereich ist bewaldet und besteht aus gebankten Dolomiten des Malm Epsilon, die hangabwärts von gering mächtigen Hangschutt überlagert werden. Am Südwesthang befindet sich eine typische Magerrasenwiese mit geringem Baumbestand, die unter Landschaftsschutz steht. Nahe dem Gipfel steht ein Naturfreundehaus. Südlich ist in einem aufgelassenen Steinbruch das Geotop Höhlensystem am Euerwanger Bühl zu finden.
Johann Kaspar Bundschuh beschreibt um 1800 den Berg folgendermaßen: „Eywangerberg, Eyerwangerberg, ist der höchste Berg im ganzen Fürstenthum Eichstätt, sitzt auf einem andern Berge auf, ragt über alle andere hoch hervor, und wird weit und breit herum gesehen, so wie auch er eine sehr große Aussicht, und zwar bis Nürnberg bey hellem Wetter gewährt, welches doch 18 Stunden davon entfernt ist. Er hat seinen Namen vom Filialdorfe Eyerwang, welches am Fuße des Eyerwanger Berges, womit er auf den unten liegenden Berg aufsteht, sich anlehnet, und ist nicht nur allein seiner Höhe, sondern auch der guten Kräuter wegen berühmt, welche er trägt, und von Kräutermännern auch aus entfernten Gegenden gesammelt werden.“

## Geotop
Das Höhlensystem am Euerwanger Bühl ist vom Bayerischen Landesamt für Umwelt als Geotop 576H001 und im Höhlenkataster Fränkische Alb (HFA) als K 34 ausgewiesen. Hier wurde beim Abbau von Straßenschotter eine Höhlenruine angeschnitten. In der Höhle wurden über eine Höhendifferenz von 30 Metern mit 15 Fundhorizonten die Überreste von Tieren des Pleistozän und des Holozän gefunden. In den älteren Ablagerungen wurden Reste von Großsäugern wie Mammut, Pferd, Bison und Ren gefunden, die möglicherweise von rißeiszeitlichen Jägern hinterlassen wurden. Die jüngeren Horizonte enthielten Kleinsäuger und Schneckenfaunen, die dem Würmglazial und dem Altholozän zugeordnet werden können. Neben den Tierresten fanden sich auch Spuren von Lagerfeuern und Steinwerkzeuge aus dem frühen Mesolithikum (etwa 9000 bis 10.000 Jahre alt). Erwähnenswert sind auch große Vorkommen von Höhlensinter, die an verschiedenen Stellen in der Höhlenruine gefunden wurden. C14-Untersuchungen ergaben für verschiedene Sinterplatten ein Alter von 32.000, 174.000 bzw. 180.000 Jahren. Heute sind die Höhlen größtenteils wieder verfüllt, und der Steinbruch ist stark eingewachsen. Aufgrund der Funde ist das Areal als Bodendenkmal D-5-6933-0009 ausgewiesen.

## Sagen
Der Volksmund erzählt, dass am 18. März 1822 von 21 bis 24 Uhr der „Euerwangerbügel“ Feuer gespien und Asche samt Steinen und Kohlen ausgeworfen habe. – Wahrscheinlich hat ein kleines tektonisches Erdbeben (Einsturzbeben), wie es im Jura von Zeit zu Zeit vorkommt, diese Sage entstehen lassen. – Eine andere Sage will wissen, dass auf dem Bügel vor 500 Jahren ein Bauernhof gestanden sei, auf dem ein Dorfadel mit großem Waldbesitz gesessen habe; die Steinreste habe man zum Wegmachen verwendet und das zuletzt noch vorhandene Kellerloch mit Unrat verfüllt.

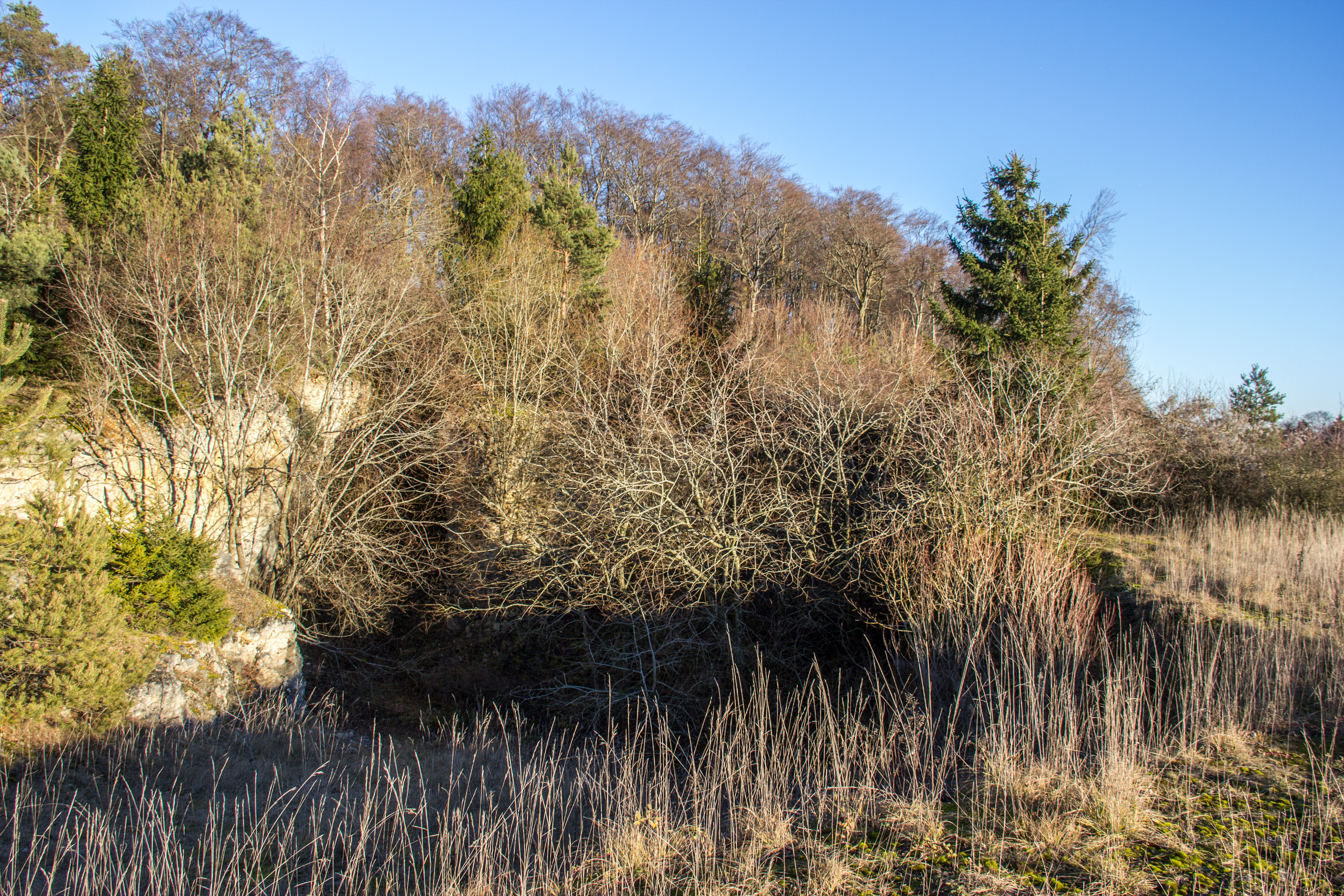
Blick auf das Geotop
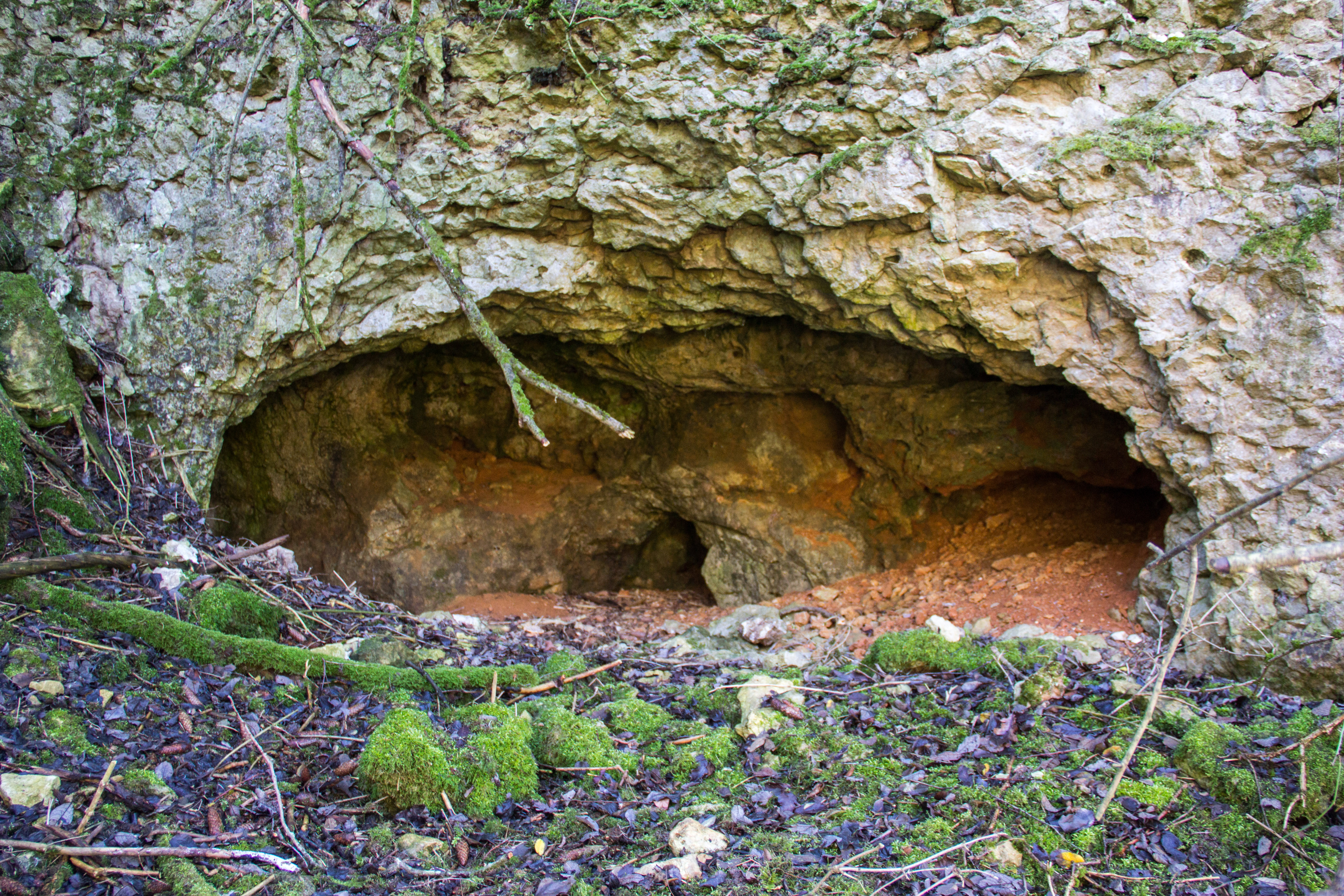
Die obere Höhle
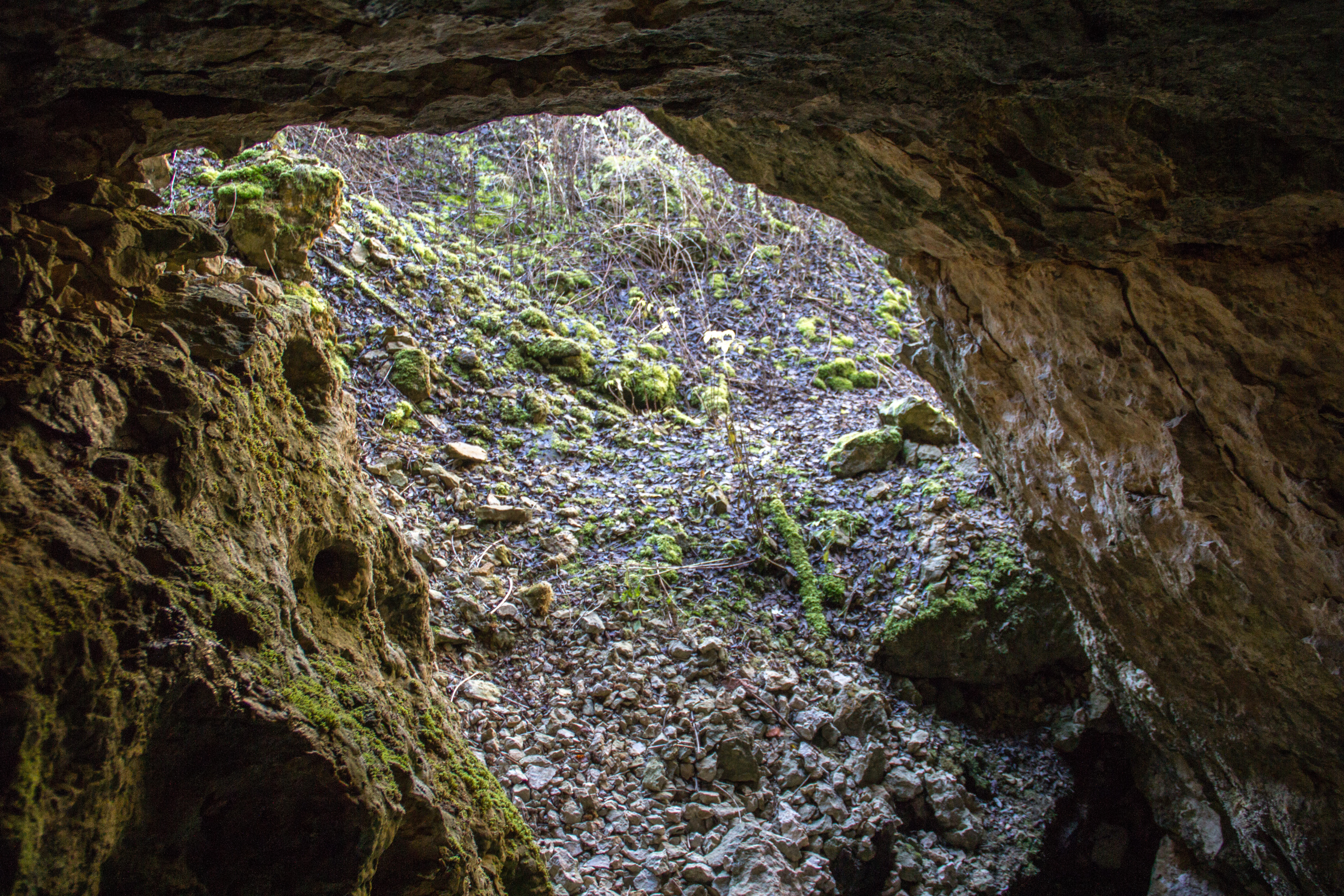
Die untere Höhle von innen